# باول سانت جون
باول سانت جون (بالإنجليزية: Powell St. John)‏ هو مغن مؤلف وملحن أمريكي، ولد في 18 نوفمبر 1940 في هيوستن في الولايات المتحدة.

## وصلات خارجية
- الموقع الرسمي
- باول سانت جون على موقع ميوزك برينز (الإنجليزية)
- باول سانت جون على موقع أول ميوزيك (الإنجليزية)
- باول سانت جون على موقع ديسكوغز (الإنجليزية)